# فنجاني أخضر
فنجاني أخضر (الاسم العلمي: Peziza viridis) هو نوع من الفطريات يتبع جنس الفنجاني من فصيلة الفنجانية.